# アイラ・フィッシャー
アイラ・ラング・フィッシャー（Isla Lang Fisher, 1976年2月3日 - ）は、オーストラリアの女優。現在はアメリカ合衆国に拠点を置いている。

## 生い立ち
スコットランド人の両親の元、オマーンのマスカットで生まれる。父親は銀行員、母親は小説家。9か月の時にオーストラリアの西オーストラリア州パースに移住。メソジスト・レディース・カレッジ（Methodist Ladies' College, Perth、小・中・高の一貫校）を卒業。

## キャリア
子供の頃からオーストラリア国内のコマーシャルや子供向け番組に出演。18歳の時に小説家である母親の助けを受け、2冊の小説を執筆。その後アメリカ合衆国に移り、1994年から1997年までソープオペラ『Home and Away』に出演。また、演技力を高めるためにパリとロンドンで演劇を学んだ。
2005年公開の『ウェディング・クラッシャーズ』のグロリア・クリアリー役でMTVムービー・アワードのブレイクスルー演技賞を受賞。
2009年にはソフィー・キンセラ原作の『お買いもの中毒な私!』に主演。

## 私生活
2004年にイギリスのコメディアン兼俳優のサシャ・バロン・コーエンと婚約、2010年に結婚。コーエンはユダヤ教徒のため、結婚を機に彼女もユダヤ教に改宗。2007年10月19日に長女（オリーヴ）を出産。
2014年に第三子の妊娠を発表。

## フィルモグラフィ

### 映画
| 年   | 題名                                                                               | 役名                     | 備考     | 吹き替え           |
| ---- | ---------------------------------------------------------------------------------- | ------------------------ | -------- | ------------------ |
| 2001 | ザ・ブルー The Pool                                                                | キム                     |          |                    |
| 2002 | スクービー・ドゥー Scooby-Doo                                                      | メアリー・ジェーン       |          | 小暮英麻           |
| 2004 | ハッカビーズ I ♥ Huckabees                                                         | ヘザー                   |          | TBA                |
| 2005 | ウェディング・クラッシャーズ Wedding Crashers                                      | グロリア・クレアリー     |          | 矢島晶子           |
| 2005 | エクスタシー London                                                                | レベッカ                 |          | 峯香織             |
| 2007 | ルックアウト/見張り The Lookout                                                    | ラヴリー・レモンズ       |          | 寺田はるひ         |
| 2007 | Wedding Daze                                                                       | ケイティ                 |          |                    |
| 2007 | ホット・ロッド/めざせ!不死身のスタントマン Hot Rod                                 | デニース                 |          | 小林さやか         |
| 2008 | ラブ・ダイアリーズ Definitely, Maybe                                               | エイプリル               |          | 高橋理恵子         |
| 2008 | ホートン ふしぎな世界のダレダーレ Horton Hears a Who!                              | メアリー・ルー・ラルー   | 声の出演 | 雨蘭咲木子         |
| 2009 | お買いもの中毒な私! Confessions of a Shopaholic                                    | レベッカ・ブルームウッド |          | 小松由佳           |
| 2010 | バーク アンド ヘア Burke & Hare                                                    | ジニー・ホーキンス       |          |                    |
| 2011 | ランゴ Rango                                                                       | ビーンズ                 | 声の出演 | 東條加那子         |
| 2012 | ガーディアンズ 伝説の勇者たち Rise of the Guardians                                | トゥーティアナ           | 声の出演 | 石松千恵美         |
| 2012 | バチェロレッテ あの子が結婚するなんて! Bachelorette                                | ケイティ・ローレンス     |          | Lynn               |
| 2013 | 華麗なるギャツビー The Great Gatsby                                                | マートル・ウィルソン     |          | 東条加那子         |
| 2013 | グランド・イリュージョン Now You See Me                                            | ヘンリー・リーヴス       |          | 木下紗華           |
| 2014 | ライフ・オブ・クライム Life of Crime                                               | メラニー・ラルストン     |          | 兼田めぐみ         |
| 2015 | ヴィジョン/暗闇の来訪者 Visions                                                    | イヴリー                 |          | 本名陽子           |
| 2016 | ノクターナル・アニマルズ Nocturnal Animals                                         | ローラ・ヘイスティングス |          | 平野夏那子         |
| 2016 | Mr.&Mrs. スパイ Keeping Up with the Joneses                                        | カレン・ガフニー         |          | 中原麻衣           |
| 2018 | TAG タグ Tag                                                                       | アンナ・マロイ           |          | （吹き替え版なし） |
| 2019 | ビーチ・バム まじめに不真面目 The Beach Bum                                        | ミニー                   |          | （吹き替え版なし） |
| 2019 | グリード ファストファッション帝国の真実 Greed                                      | サマンサ・マクリディ     |          | （吹き替え版なし） |
| 2020 | ブライズ・スピリット〜夫をシェアしたくはありません! Blithe Spirit                  | ルース・コンドミン       |          | （吹き替え版なし） |
| 2020 | フェアリー・ゴッドマザー Godmothered                                               | マッケンジー             |          | 園崎未恵           |
| 2023 | スラムドッグス Strays                                                              | マギー                   | 声の出演 | マギー             |
| 2025 | ブリジット・ジョーンズの日記 サイテー最高な私の今 Bridget Jones: Mad About the Boy | レベッカ                 |          |                    |
| 2025 | Now You See Me 3                                                                   | ヘンリー・リーヴス       |          |                    |

### テレビシリーズ
| 年        | 日本語題 原題                                       | 役名             | 備考        | 吹き替え |
| --------- | --------------------------------------------------- | ---------------- | ----------- | -------- |
| 1994-1997 | Home and Away                                       | シャノン・リード | 計345話出演 |          |
| 2013      | アレステッド・ディベロプメント Arrested Development | Rebel Alley      | 計9話出演   |          |